# Canal Macau
Canal Macau is een Macause televisiezender die uitzendt in het Portugees.
De zender is een onderdeel van Teledifusão de Macau. De zender zendt op werkdagen uit tussen 19.00 en 01.00 uur, in het weekeinde zendt men langer uit. Er worden programma's van de Portugese RTP Internacional heruitgezonden; door het tijdsverschil van 8 uur tussen Macau en Portugal gebeurt dit meestal niet rechtstreeks. Voor voetbalwedstrijden maakt men hier wel een uitzondering op, en eveneens voor de katholieke mis; die wordt rechtstreeks uitgezonden op zondagmorgen op de Igreja da Sé.